# Rio Ciugheş
O Rio Ciugheş é um rio da Romênia, afluente do Trotuş, localizado no distrito de Bacău.